# José A. Rodriguez
Pour les articles homonymes, voir José Rodríguez et Rodríguez.
Jose A. Rodriguez, Jr. né en 1948, était le directeur du National Clandestine Service (D/NCS) de la Central Intelligence Agency de 2005 à 2007.

## Biographie
Né à Porto Rico en 1948, il rejoint la CIA en 1976 et est intégré au Directorate of Operations, division d'Amérique latine. Il devient par la suite chef de poste à Panama, à Mexico et en République dominicaine.